# Rhophodon colmani
Rhophodon colmani är en snäckart som beskrevs av Stanisic 1990. Rhophodon colmani ingår i släktet Rhophodon och familjen Charopidae. Inga underarter finns listade i Catalogue of Life.